# Liste georgischer Komponisten klassischer Musik
Dies ist eine Liste bekannter georgischer Komponisten klassischer Musik.
- Dimitri Araqischwili (1873–1953)
- Wascha Asaraschwili (* 1936)
- Andria Balantschiwadse (1906–1992)
- Guram Bswaneli (1934–2015)
- Meri Dawitaschwili (1924–2014)
- Schalwa Dawitaschwili (auch: Schalwa Dawidow; 1934–2011)
- Héraclius Djabadary (1891–1937)
- Wiktor Dolidse (1890–1933)
- Eleonora Eksanischwili (1919–2003)
- Irakli Gabeli (1945–2009)
- Rewas Gabitschwadse (1913–1999)
- Nodar Gabunia (1933–2000)
- Felix Ghlonti (1927–2012)
- Otar Gordeli (1928–1994)
- Nikolos Gudiaschwili (1913–1998)
- Wachtang Kachidse (* 1959)
- Gija Kantscheli (1935–2019)
- Reso Kiknadze (* 1960)
- Grigol Kiladse (1902–1962)
- Bidsina Kwernadse (1928–2010)
- Rewas Laghidse (1921–1981)
- Igor Loboda (* 1956)
- Elisbar Lomdaridse (1945–2020)
- Nodar Mamissaschwili (1930–2022)
- Aleksi Matschawariani (1913–1995)
- Schalwa Mschwelidse (1904–1984)
- Wano Muradeli (1908–1970)
- Surab Nadareischwili (* 1957)
- Sulchan Nassidse (1927–1996)
- Micheil Odseli (* 1945)
- Sachari Paliaschwili (1871–1933)
- Schanna Plijewa (1948–2023)
- Eduard Sanadse (1938–1987)
- Alexander Schawersaschwili (1919–2003)
- Niko Sulchanischwili (1871–1919)
- Natela Swanidse (1926–2017)
- Otar Taktakischwili (1924–1989)
- Dawid Toradse (1922–1983)
- Nektarios Tschargeischwili (1937–1971)
- Manana Zerzwadse (1949–1983)
- Irakli Zinzadse (* 1964)
- Sulchan Zinzadse (1925–1991)